# 1583

## أحداث
- بداية حرب كولونيا في 1583 والتي انتهت في 1588.

### غير مؤرخة
- تويوتومي هيده-يوشي يأمر ببناء قلعة أوساكا، اليابان.

## مواليد
- ألبرشت فون فالنشتاين
- جابرييل رولنهاجن
- يان بورسيليس

## وفيات
٭ فرناو مندش بنتو

٭ كاثرين ججلون

٭ نوربانو سلطان

٭ همفري جيلبرت
٭ فضيل بن علي الجمالي